# 자바늘보로리스
자바늘보로리스(Nycticebus javanicus)는 늘보로리스속에 속하는 곡비원류 영장류의 일종이다. 인도네시아 자와섬(자바섬)의 서부와 중부 지역에 서식한다. 처음에는 별도의 종으로 기술하였지만, 수년 동안 순다로리스의 아종으로 간주하였다. 그러나 2000년대에 유전학적 연구 결과에 의해 다시 종 지위를 회복하였다.